# دهستان قمبوان
قمبوان، دهستانی از توابع بخش مرکزی شهرستان دهاقان در استان اصفهان ایران است.
بیشتر مردم دهستان قمبوان فارسی زبان با گویش لنجانی و از یک تبار هستند که پیشینه حضورشان در منطقه به هنگام استقرار آریایی ها در مرکز و غرب ایران برمیگردد. به گونه ای که در سنگ نوشته های آشوری و تاریخ هرودوت نیز به مردم قبیله ای از ماد شرقی به نام پارتاکنیان که در دره زاینده رود زندگی میکرده اند اشاره شده است. 
در صد سال اخیر طوایف ترک زبان قشقایی نیز در این دهستان بویژه در زمان رضا شاه یکجا نشین شده اند که اکنون حدود نیمی از جمعیت روستاهای پوده و علی آباد را تشکیل می‌دهند.  
بیشتر آثاری که پژوهشگران قدمت آنها را به دوران  پیش از اسلام نسبت می‌دهند در محدوده گنج قباد  و قمبوان قرار دارند مانند نیایشگاه خورشید شارآباد و دژ دیجیر در گنج قباد و چهل دختران یا نیایشگاه دختر ، گورستان زرتشتیان قمبوان و همچنین کتیبه های   پهلوی در زیر دیوار های مسجد آبی قمبوان که نشان میدهد در گذشته نیایشگاه زرتشتیان بوده و نهر آبی از میان آن میگذشته است.
هرچند قدیمی ترین مسجد دهستان مسجد جامع پوده است که در زمان سلجوقیان ساخته شده به نشر می‌رسد اکثریت جمعیت منطقه تا زمان صفویان زرتشتی بوده اند.
هرچند روستای قمبوان در آن مرکزیت دارد اما روستای پوده در میان روستاهای این دهستان نامورتر است.
مرکزیت قمبوان به دلیل یکدستی فرهنگی و تباری از گذشته های دور ایجاد شده و مانند بسیاری از مجموعه دهکده های باستانی این روستا در مرکز یک شش ضلعی قرار دارد.

## موقعیت
دهستان قمبوان متشکل از روستاهای قمبوان، پوده، قهه، علی‌آباد ، جمبزه و گنج قباد است که در زمینی هموار کنار جادهٔ شهرضا - مبارکه در قسمت شمال مرکز بخش واقع شده‌است. هر چند این دهستان دارای یک دشت هموار و حاصلخیز آبرفتی است ولی به علت آنکه میانگین بارندگی در آن کمتر از مناطق دیگر بخش است و از آب‌های زیر سطحی برداشت بی رویه صورت گرفته کمبود آب کشاورزی در این دهستان احساس می‌شود. چنانچه مشکل کمبود آب مرتفع گردد علاوه بر ایجاد زمینه‌های اشتغال گام مهمی در جهت مقابله با آلودگی هوا ناشی از صنایع فولادسازی در منطقه برداشته خواهد شد.
این دشت در میان پیشکوه‌های زاگرس واقع شده‌است. در گذشته کوه‌ها و تنگه‌های اطراف محل چیدن سوخت برای فصول سرد درون قلعه‌ها و خانه‌های محصور بوده‌است.
این دهستان بر روی آبرفتهای رودخانه شور و چند رودخانه فصلی دیگر شکل گرفته و معادن شن در اطراف آن پیدا می‌شوند. با اجرای طرح هادی در اوایل دهه هفتاد قسمت‌های زیادی از بافت تاریخی روستاها تخریب شده‌است. قنوات متعددی در دهستان وجود دارد که به علت عدم رسیدگی مناسب و تأسیس چاه‌های بسیار در بالادست کم‌آب یا خشک شده‌اند.
محصولات منطقه غلات، صیفی جات، گندم و جو و علوفه می‌باشد.

## محیط طبیعی
پوشش گیاهی غالب استپ است که در ارتفاعات و مناطق پایین‌دست بلندتر و کوتاهتر هستند از جمله انواع گون و درختچه‌های گز.درختان سنجد،انجیر کوهی و بادام کوهی نیز بومی منطقه هستند
این دشت در قدیم زیستگاه گله‌های آهو و بز و میش و همچنین یوز ایرانی بوده‌است. اکنون گونه‌های جانوری و گیاهی منطقه به دلیل چرای بی‌رویه، بهره‌برداری بیش از حد از منابع طبیعی، آلودگی صنعتی و خشکسالی پی در پی ضعیف گشته است.
هم اکنون مناطق اطراف دشت مامن جانورانی چون گرگ، شغال، روباه، سگ مستیف ایرانی، پرندگان محلی کوچک نظیر ووژه و سولاری و شکارچیانی چون عقاب طلایی، جغد، قوش و همچنین خفاش، کلاغ، زاغ، کبوتر، فاخته، گنجشک و در مواقع آب سالی لک لک و پرندگان مهاجراست. قورباغه، لاکپشت، خرگوش صحرایی، موش دوپا، موش خرما، موش کور. مارهای افعی، جعفری و زنگی و خزندگانی نظیر آفتاب‌پرست، سوسمار صحرایی و مارمولک گونه‌های دیگری‌اند که آنجا میزی‌اند.حشرات سمی مانند کژدم و رتیل نیز در دهستان حضور فعال دارند!
درختان این منطقه معمولاً دست‌کاشت هستند که شامل توت، سنجد، اناب، انجیر، مو، وسک، چنار، گردو، سیب، انار و... می‌شوند.

### زمین‌شناسی
با توجه به نقشه زمین‌شناسی 100000: 1 شهرضا، محدوده‌ی دهستان قمبوان شامل خاکهای کشاورزی‌ای است که توسط تراسهای جوان و افکنه‌های گراوِلی محاصره شده است. کوه شاه‌عبدالله در این نقشه شامل توده‌سنگهای آهکی اربیتولین‌داری است که به ندرت حاوی آمونیت بوده و پایکوههای مشرف به روستای قمبوان آن را تراسهای قدیمی تشکیل می‌دهند. در نقشه‌ی زمین‌شناسی 250000: 1 اصفهان نیز مشابه این موارد دیده می‌شود و کل منطقه تقریباً بر روی دشت و تراسهای نزدیک به هولوسین قرار دارد که توسط آبراهه‌های خشک متعددی برش خورده‌اند و فقط در زمان بارشهای قابل توجه از بالادست آب می‌گیرند. بین قهه و امین‌آباد نهشته‌های تراسهای قدیمی نیز به چشم می‌خورند که در نقشه‌ی زمین‌شناسی 100000: 1 ایزدخواست، رسوبات سیلتی گچ‌دار هولوسینی در بستر گِل‌شونده عنوان شده و بیشتر منطقه همچنان پوشیده از گراول‌های بادبزنی است.

محدوده‌ی دهستان قمبوان در نقشه‌ی زمین‌شناسی 100000: 1 کشور

محدوده‌ی شمال شهرستان دهاقان (دهستان قمبوان و پیرامون) در نقشه‌ی زمین‌شناسی 250000: 1 اصفهان

## جمعیت
جمعیت دهستان طبق سرشماری سال ۱۳۸۵ برابر با ۶۵۶۶ نفر در غالب ۱۹۲۶ خانوار است که در شش روستا در این منطقه ساکن هستند. در سرشماری عمومی نفوس و مسکن 1395 کشور اما این دهستان دارای 5806 نفر جمعیت بوده که با نسبت جنسی معادل 101/9، تعداد 2931 نفر از آن را مردان و تعداد 2875 نفر از آن را زنان تشکیل داده که در قالب 1909 خانوار با بُعد 3 توزیع پیدا کرده‌اند.